# 鶴屋南北 (5代目)
五代目 鶴屋 南北（ごだいめ つるや なんぼく、寛政8年（1796年） - 嘉永5年1月21日（1852年2月10日））は江戸後期の歌舞伎役者・歌舞伎作者。本名、松本源三郎。俳名は可祐、屋号は鶴屋、紋は丸に大の字。

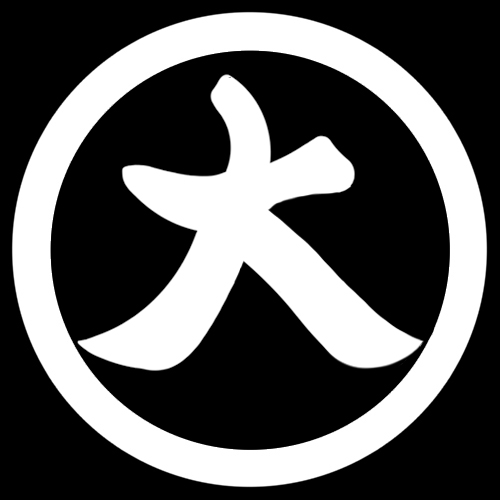
定紋の丸に大の字

## 略伝
父は江戸深川八幡宮境内にある二軒茶屋の主人松本歳右衛門。その三男として生まれる。寛政12年（1800年）、二代目勝俵蔵の養子となり芝居の世界に入る（四代目鶴屋南北の娘婿・勝兵助の養子の説もあり）。
享和2年（1802年）、南北丑右衛門の名で江戸市村座の「當奥州壺碑」の舞台に上がり、道化役の鶴屋南北家の家紋「丸に大の字」を使用する。その後も舞台活動を続けるが、文政4年（1821年）頃、狂言作者に転向。靏峯千助と改名。同年5月江戸河原崎座『敵討櫓太鼓』、7月『玉藻前御園公服』など祖父の四代目鶴屋南北の脚本に参加する。のち、鶴屋孫太郎と改名。たまさかに舞台に出るときは靏峯丑左衛門の名を名乗り四代目の傑作『絵本合法衢』に出演する。
こうして舞台活動を続けながらも祖父のスケとして活動、『東海道四谷怪談』『金幣猿島郡』などの傑作脚本の執筆に加わり、文政12年（1829年）立作者となる。四代目の死後も創作活動は続き天保3年（1832年）に二代目姥尉輔（四代目南北の草双紙のペンネーム）を襲名。天保8年（1837年）3月江戸中村座『桜花大江戸舟』で五代目鶴屋南北を襲名。その後も江戸、大阪の劇壇で活躍する。四代目と区別するために『孫太郎南北』と呼ばれた。
主として、旧作や四代目の作品の補作、改訂に終始し独創性に乏しかったが、三代目瀬川如皐、二代目河竹新七（のちの河竹黙阿弥）ら幕末、明治期にかけて活躍する逸材たちを育てた功績は大きい。
行年五十七で没す。深川・心行寺に葬る。